# Elsa Gidlow
Elsa Gidlow (29 décembre 1898 - 8 juin 1986) est une poétesse, journaliste indépendante, philosophe et humanitaire canado-américaine d'origine britannique. Elle est surtout connue pour avoir écrit On A Grey Thread (1923), le premier volume de poésie d'amour ouvertement lesbienne publié en Amérique du Nord. Dans les années 1950, Elsa Gidlow aide à fonder Druid Heights (en), une communauté bohème dans le comté de Marin, en Californie. Elle est l'autrice de treize livres et apparait dans le film documentaire Word Is Out: Stories of Some of Our Lives (1977),. Achevée juste avant sa mort, son autobiographie, Elsa, I Come with My Songs (1986), raconte son histoire. Il s'agit de la première autobiographie lesbienne publiée où l'auteur n'emploie pas de pseudonyme.

## Jeunesse
Elsa Gidlow est née Elsie Alice Gidlow le 29 décembre 1898 au 9 Wells Terrace, Great Thornton Street, Hull, Yorkshire en Angleterre. En 1901, sa famille emménage dans une nouvelle maison, au 183, rue Clumber. En 1904, Samuel Gidlow émigre au Canada. Alice, la jeune Elsie et son frère Samuel le rejoignent l'année suivante et s'installent à Tétreaultville, Montréal. À l'âge de quinze ans, Elsa Gidlow est employée pour la première fois par un contact de son père à Montréal, comme rédactrice adjointe de Factory Facts, un magazine maison. 

## Carrière
En 1917, Elsa Gildlow commence à chercher des collègues écrivains et à les rencontrer, en particulier dans le domaine du journalisme amateur, populaire à l'époque. Avec son collaborateur Roswell George Mills (en), elle publie Les Mouches fantastiques (en) le premier magazine d'Amérique du Nord où les questions gaies et lesbiennes sont discutées et célébrées,. La revue est également résolument anti-guerre, influencée par les points de vue pacifistes et anarchistes de Mills et Gidlow. HP Lovecraft, un collègue journaliste amateur, attaque leur travail, amenant Elsa Gidlow à se défendre et riposter en retour ; le différend créé une controverse mineure mais attire l'attention sur le magazine, quoique négativement. Le magazine est publié de 1918 à 1920. 
Elsa Gidlow déménage à New York en 1920, à l'âge de 21 ans. Elle est y employée par Frank Harris de Pearson, un magazine favorable aux poètes et contre la guerre et l'Angleterre. C'est à cette époque qu'elle rencontre Kenneth Rexroth, plus tard connu comme le « père » de la Renaissance de San Francisco. En 1926, elle déménage à San Francisco et fait partie du cercle des amis proches de Kenneth Rexroth. À l'exception de près d'un an en Europe, principalement à Paris, en 1928, elle passe le reste de sa vie dans la baie de San Francisco. 

Durant les années 1940, elle vit à Fairfax, en Californie où en 1944, elle devient propriétaire d'une maison et active dans la politique locale. En raison de son appartenance à des groupes politiques et proche d'écrivains prétendument affiliés aux communistes, elle est soupçonnée d'antiaméricanisme » et se retrouve sous le joug d'une enquête, assignée à comparaître et forcée de témoigner devant le House Un-American Activities Committee (HUAC) en 1947. Le rapport final de la HUAC l'accuse d'être associée à des organisations communistes. En tant qu'anarchiste philosophique, Elsa Gidlow est pourtant idéologiquement opposée au communisme et elle nie l'accusation. Patricia Holt du San Francisco Chronicle écrit : 
 « Cela a amusé Gidlow que de telles idées « radicales » l'ont poussé vers une chasse aux sorcières à Fairfax, où elle avait déménagé dans la quarantaine. [Leurs] accusations selon lesquelles Gidlow était une « rouge », comme le rapportait Stanton Delaplane dans The Chronicle. Mais Gidlow, qui vivait avec une femme d'origine africaine et faisait souvent le dîner pour les Chans de San Francisco, a ensuite été accusée de « vivre avec une femme de couleur et de divertir fréquemment les Chinois... C'était une preuve accablante que je ne pouvais pas être une Américain loyale. » 

## Druid Heights
Cherchant peut-être la solitude, Elsa Gidlow quitte sa première maison et le jardin qu'elle a si soigneusement entretenu pendant dix ans et, en 1954, achète un ranch qu'elle partage ensuite avec Roger Somers et sa famille au-dessus de Muir Woods sur le flanc sud-ouest du Mont Tamalpais dans le comté de Marin, en Californie. Elle nomme sa portion du ranch, qui comprend la ferme d'origine, Druid Heights, un clin d'œil à son amie, la poète irlandaise Ella Young.   
Elsa Gidlow devient amie avec de nombreux artistes célèbres, penseurs radicaux, mystiques et activistes politiques à Druid Heights, notamment Dizzy Gillespie, Neil Young, Tom Robbins, Margo St.James, Allen Ginsberg, James Broughton, Baba Ram Dass, Lama Govinda, Robert Shapiro, Maude Oakes, Robert Duncan, Clarkson Crane, Sara Bard Fields, Kenneth Rexroth, Edward Stiles, Roger Somers, Catharine MacKinnon et Maya Angelou.  

## Décès
Au cours des derniers mois de sa vie, Elsa Gidlow subit plusieurs AVC. Elle choisit de ne pas se faire soigner dans un hôpital et meurt dans la maison de Druid Heights à l'âge de 87 ans. Elle est incinérée et ses cendres ont été mélangées à du riz et enterrées sous un pommier à Druid Heights. Certaines parties de Druid Heights sont par la suite tombées en ruine, mais la maison d'Elsa Gidlow est restée intacte jusqu'en 2012. 

## Héritage
La succession de l'autrice fait don de ses nombreux documents personnels à la GLBT Historical Society (en) de San Francisco en 1991. La collection se compose de 16 boîtes de correspondance, de journaux, de manuscrits littéraires, de documents juridiques, de photographies et d'autres documents témoignant de la vie, du travail et des relations d'Elsa Gidlow. Les articles sont organisés en neuf séries : Correspondance, Dossiers thématiques, Manuscrits, Ouvrages publiés, revues et annuaires, Audiovisuel et photographies, Éphémères, Documents surdimensionnés et Documents originaux. La collection est entièrement traitée et disponible pour les chercheurs. 

## Œuvres choisies
- On a Grey Thread (1923)[21]
- California Valley with Girls (1932)
- From Alba Hill (1933)
- Wild Swan Singing (1954)
- Letters from Limbo (1956)
- Moods of Eros (1970)
- Makings for Meditation: Parapoems Reverent and Irreverent (1973)
- Wise Man's Gold (1974)
- Ask No Man Pardon: The Philosophic Significance of Being Lesbian (1975)
- Sapphic Songs: Seventeen to Seventy (1976)
- Sapphic Songs: Eighteen to Eighty, the Love Poetry of Elsa Gidlow (1982)[22]
- Elsa, I Come With My Songs: The Autobiography of Elsa Gidlow (1986)[23]